# クック (フリゲート)
| USS Cook (FF-1083) |                                                                |
| 艦歴               |                                                                |
| 発注               | 1966年8月25日                                                  |
| 起工               | 1970年3月20日                                                  |
| 進水               | 1971年1月23日                                                  |
| 就役               | 1971年12月18日                                                 |
| 退役               | 1992年4月30日                                                  |
| その後             | 1999年9月29日に台湾海軍へ移管                                  |
| 除籍               | 1995年1月11日                                                  |
| 性能諸元           |                                                                |
| 排水量             | 基準: 3,068t                                                   |
| 排水量             | 満載: 4,130t                                                   |
| 全長               | 133.5 m (438 ft)                                               |
| 全幅               | 14.33 m (47 ft)                                                |
| 吃水               | 7.62 m (24.75 ft)                                              |
| 機関               | 水管ボイラー (84.4at, 538℃)×2缶                                |
| 機関               | 蒸気タービン (35,000hp)×1基                                    |
| 機関               | スクリュープロペラ×1軸                                         |
| 速力               | 最大: 27ノット以上                                             |
| 航続距離           | 4,500海里 (20ノット巡航時)                                     |
| 乗員               | 士官16名、曹士211名                                            |
| 兵装               | Mk.42 5インチ単装速射砲×1基                                    |
| 兵装               | シースパローBPDMS 8連装発射機×1基 ※後日装備                    |
| 兵装               | Mk.16 8連装ミサイル発射機×1基 (アスロックSUM, ハープーンSSM用) |
| 兵装               | Mk.32 mod.9 連装短魚雷発射管×2基                               |
| 艦載機             | QH-50 DASH×2機 ※SH-2 LAMPSヘリコプター×1機に 後日換装          |
| FCS                | Mk.68 砲射撃指揮用                                             |
| FCS                | Mk.115 BPDMS射撃指揮用 ※後日装備                               |
| FCS                | Mk.114 水中攻撃指揮用                                          |
| センサ             | AN/SPS-40 対空捜索レーダー                                     |
| センサ             | AN/SPS-10 対水上捜索レーダー ※AN/SPS-67に後日換装              |
| センサ             | AN/SQS-26CX 艦首装備ソナー                                     |
| センサ             | AN/SQS-35 可変深度ソナー ※AN/SQR-18戦術曳航ソナーに後日換装    |
| 電子戦             | AN/WLR-1C電波探知装置 ※AN/SLQ-32に後日換装                     |
| 電子戦             | AN/ULQ-6C電波妨害装置 ※AN/SLQ-32への換装と同時に撤去           |
| 電子戦             | Mk.137 6連装デコイ発射機×2基 ※後日装備                         |
| モットー           | Duty Above All                                                 |

クック (英語: USS Cook, FF-1083) は、アメリカ海軍のフリゲート。ノックス級フリゲートの1隻。艦名は海軍十字章を受章した海兵隊員アンドリュー・クックとダラス・クックの兄弟に因む。その名を持つ艦としては2隻目。

## 艦歴
クックはルイジアナ州ウェストウィーゴーのエイボンデール造船所で1970年3月20日に起工する。1971年1月23日に進水し、1971年12月9日に海軍に引き渡され、1971年12月18日に就役した。
クックは1992年4月30日に退役し、1995年1月11日に除籍された。その後防衛援助計画に基づき1999年9月29日に台湾に移管された。台湾海軍では海陽 (FFG-936) の艦名で就役したが、2015年5月1日に退役した。